# 간토 지방의 난독 지명 목록
간토 지방의 난독 지명 목록(関東地方の難読地名一覧)은 일본 간토 지방의 난독 지명의 목록이다.

## 간토 지방의 난독 지명 목록
※ 시정촌 코드순

### 이바라키현
- 木葉下町 (아봇케정) - 미토시
- 大足町 (오다라정) - 미토시
- 全隈町 (마타구마정) - 미토시
- 上河内町 (가미가치정) - 미토시・나카시
- 東河内町 (히가시고도정) - 히타치시
- 大甕 (오미카) - 히타치시
- 神立 (간다쓰) - 쓰치우라시
- 常名 (히타나) - 쓰치우라시
- 女沼 (오나누마) - 고가시
- 五部 (고헤이) - 고가시
- 茨城 (바라키) - 이시오카시
- 加生野 (가요노) - 이시오카시
- 弓弦 (유즈리) - 이시오카시
- 鹿窪 (가나쿠보) - 유키시
- 七五三場 (시메바) - 유키시
- 直鮒 (스우부나) - 류가사키시
- 国生 (곳쇼) - 조소시
- 収納谷 (스노야) - 조소시
- 曲田 (마갓타) - 조소시
- 水海道 (미쓰카이도) - 조소시
- 堅磐町 (가키와정) - 히타치오타시
- 天下野 (게가노) - 히타치오타시
- 高道祖 (다카사이) - 시모쓰마시
- 随分附 (나무산즈케) - 가사마시
- 小堀 (오호리) - 도리데시
- 小浮気 (고부케) - 도리데시
- 女化町 (오나바케정) - 우시쿠시
- 東猯穴町 (히가시마미아나정) - 우시쿠시
- 天宝喜 (아마보키) - 쓰쿠바시
- 大角豆 (사사기) - 쓰쿠바시
- 手子生 (데고마루) - 쓰쿠바시
- 泊崎 (핫사키) - 쓰쿠바시
- 酒列 (사카쓰라) - 히타치나카시
- 蜆塚 (시이즈카) - 히타치나카시
- 四十発句 (시주호쓰쿠) - 히타치나카시
- 足崎 (다라자키) - 히타치나카시
- 部田野 (헤타노) - 히타치나카시
- 狢谷津 (무지나야쓰) - 히타치나카시
- 潮来 (이타코) - 이타코시
- 赤法花 (아카봇케) - 모리야시
- 女方 (오자카타) - 지쿠세이시
- 関本肥土 (세키모토아쿠토) - 지쿠세이시
- 月出里 (스다치) - 이나시키시
- 行方 (나메가타) - 나메가타시
- 次木 (나미키) - 나메가타시
- 烟田 (가마타) - 호코타시
- 子生 (고나지) - 호코타시
- 樛木 (쓰키누키) - 쓰쿠바미라이시
- 狸穴 (마미아나) - 쓰쿠바미라이시
- 先後 (마쓰노치) - 오미타마시
- 廻戸 (하사마도) - 이나시키군 아미정
- 生板 (마나이타) - 이나시키군 가와치정
- 大歩 (와고) - 사시마군 사카이정

### 도치기현
- 鐺山 (고테야마) - 우쓰노미야시
- 駒生 (고마뉴) - 우쓰노미야시
- 徳次郎 (도쿠지라) - 우쓰노미야시
- 野高谷 (노고야) - 우쓰노미야시
- 曲師 (마게시) - 우쓰노미야시
- 県 (아가타) - 아시카가시
- 利保町 (가카보정) - 아시카가시
- 八椚 (야쓰쿠누기) - 아시카가시
- 五十部町 (요베정) - 아시카가시
- 卸厨町 (미쿠리야정) - 아시카가시
- 新 (아라이) - 도치기시
- 稲荷祠 (이나리즈카) - 도치기시 (오히라마치니시미즈시로)
- 庚塚 (가네쓰카) - 도치기시 (오히라마치니시미즈시로)
- 瞽女石 (고제이시) - 도치기시 (오히라마치니시야마다)
- 皀角子戸 (사이카치도) - 도치기시 (오히라마치우시쿠)
- 猿渕 (자루부치) - 도치기시 (오히라마치토미다)
- 戸恒 (도즈네) - 도치기시 (오히라마치하쿠추)
- 藤岡町帯刀 (후지오카마치타테와키) - 도치기시
- 藤岡町新波 (후지오카마치닛파) - 도치기시
- 倭町 (야마토정) - 도치기시
- 岩舟町五十畑 (이와후네마치이카바타) - 도치기시
- 岩舟町新里 (이와후네마치닛사토) - 도치기시
- 岩舟町曲ヶ島 (이와후네마치마가노시마) - 도치기시
- 鐙塚町 (아부즈카정) - 사노시
- 庚申塚町 (가네즈카정) - 사노시
- 築地町 (쓰이지정) - 사노시
- 四十八願 (요이나라) - 사노시
- 樅山町 (모미야마정) - 가누마시
- 東小来川 (히가시오코로가와) - 닛코시
- 西小来川 (니시오코로가와) - 닛코시
- 中小来川 (나카오코로가와) - 닛코시
- 荊沢 (오토로자와) - 닛코시
- 神鳥谷 (히토토노야) - 오야마시
- 道祖土 (사야도) - 모카시
- 真岡 (모오카) - 모카시
- 砂ケ原 (이사가하라) - 모카시
- 上江連 (가미에즈라) - 모카시
- 寒井 (사부이) - 오타와라시
- 佐良土 (사라도) - 오타와라시
- 親園 (지카소노) - 오타와라시
- 接骨木 (니와토코) - 나스시오바라시
- 箭坪 (야쓰보) - 나스시오바라시
- 熟田 (니이타) - 사쿠라시
- 上三川 (가미노카와) - 가와치군 가미노카와정
- 三軒在家 (사기자키) - 가와치군 가미노카와정 (→가미고)
- 蓼沼 (다테누마) - 가와치군 가미노카와정
- 汗 (후자카시) - 가와치군 가미노카와정 (히가시후자카시와 니시후자카시가 있는)
- 生田目 (나바타메) - 하가군 마시코정
- 鮎田 (아이다) - 하가군 모테기정
- 烏生田 (우고타)- 하가군 모테기정
- 後郷 (우라고) - 하가군 모테기정
- 神井 (가노이) - 하가군 모테기정
- 九石 (사자라시) - 하가군 모테기정
- 茂木 (모테기) - 하가군 모테기정
- 玉生 (다마뉴) - 시오야군 시오야정
- 船生 (후뉴) - 시오야군 시오야정
- 薬利 (구즈리) - 나스군 나카가와정
- 壬生 (미부) - 시모쓰가군 미부정

### 군마현
- 橳島町 (누데지마정) - 마에바시시
- 女屋町 (오나야정) - 마에바시시
- 檜物町 (히모노정) - 다카사키시
- 多比良 (다이라) - 다카사키시
- 橳尾 (누데노오) - 다카사키시
- 安楽土町 (아라토정) - 기류시
- 黒保根町宿廻 (구로호네초슈쿠메구리) - 기류시
- 広沢町間ノ島 (히로사와초아이노시마) - 기류시
- 寄日 (욧피) - 기류시
- 大茂 (다이몬) - 기류시
- 間野谷町 (아이노야정) - 이세사키시
- 采女 (우네메) - 이세사키시
- 田部井町 (다메가이정) - 이세사키시
- 境百々 (사카이도도) - 이세사키시
- 八斗島町 (얏타지마정) - 이세사키시
- 治良門橋 (지로엔바시) - 오타시
- 茂木町 (모테기정) - 오타시
- 堀廻町 (호리메구리정) - 누마타시
- 利根町老神 (도네마치오이가미) - 누마타시
- 松井田町国衙 (마쓰이다마치코쿠가) - 안나카시
- 相水谷津 (소즈이야쓰) - 안나카시
- 文殊寺 (모조지) - 안나카시
- 三ヶ (산카) - 안나카시
- 五ヶ (고카) - 안나카시
- 本動堂 (모토유루기도) - 후지오카시
- 神流 (간나) - 다노군 간나정
- 魚尾 (요노오) - 다노군 간나정
- 乙父 (옷치) - 다노군 우에노촌
- 乙母 (오토모) - 다노군 우에노촌
- 甘楽 (간라) - 간라군 간라정
- 八ッ場 (얀바) - 아가쓰마군 나가노하라정
- 六合 (구니) - 아가쓰마군 나카노조정
- 尻高 (싯타카) - 아가쓰마군 다카야마촌
- 嬬恋 (쓰마고이) - 아가쓰마군 쓰마고이촌
- 政所 (만도코로) - 도네군 미나카미정
- 師 (모로) - 도네군 미나카미정
- 御座入 (미자노리) - 도네군 가타시나촌
- 邑楽 (오라) - 오라군 오라정
- 鶉 (우즈라) - 오라군 오라정
- 狸塚 (무지나즈카) - 오라군 오라정